# Browningia macracantha
Browningia macracantha es una especie de planta suculenta perteneciente al género Browningia, dentro de la familia Cactaceae. Es endémica del norte de Perú.

## Descripción
Browningia macracantha es una especie de cactus que se caracteriza por sus tallos en forma de columanas, pudiendo alcanzar varios metros de altura. Sobre ellos se asientan las areolas, las cuales presentan espinas centrales largas de 3 a 8 cm, que pueden ser de color amarillo o blanco.
Las flores son grandes y nocturnas. Son de color blanco y aparecen en la parte superior de los tallos.

## Distribución y hábitat
El área de distribución nativa de esta especie es el norte de Perú y crece principalmente en el bioma tropical estacionalmente seco.

## Taxonomía
La primera descripción de esta especie fue como Gymnanthocereus macracanthus, publicada en 1981 por el botánico alemán Friedrich Ritter en el libro ilustrado Kakteen in Südamerika 4: 1317.
Más tarde, el botánico Holger Wittner trasladó la especie al género Browningia, por lo que pasó a llamarse Browningia macracantha. Anotó estos cambios en la revista científica Bradleya 38: 57, publicada en 2020.
Etimología
- Browningia: nombre genérico otorgado en honor de Webster E. Browning (1869-1942), exdirector del Instituto Inglés de Santiago de Chile.[5]
- macracantha: epíteto específico que proviene de las palabras griegas makros (que significa 'grande' o 'largo') y akantha (que significa 'espina dorsal' o 'punzón'), haciendo referencia a las espinas centrales largas de la especie.[1]

## Usos
Se cultiva principalmente como planta ornamental y su propagación se realiza normalmente a través de esquejes o semillas.